# Matheus Leist

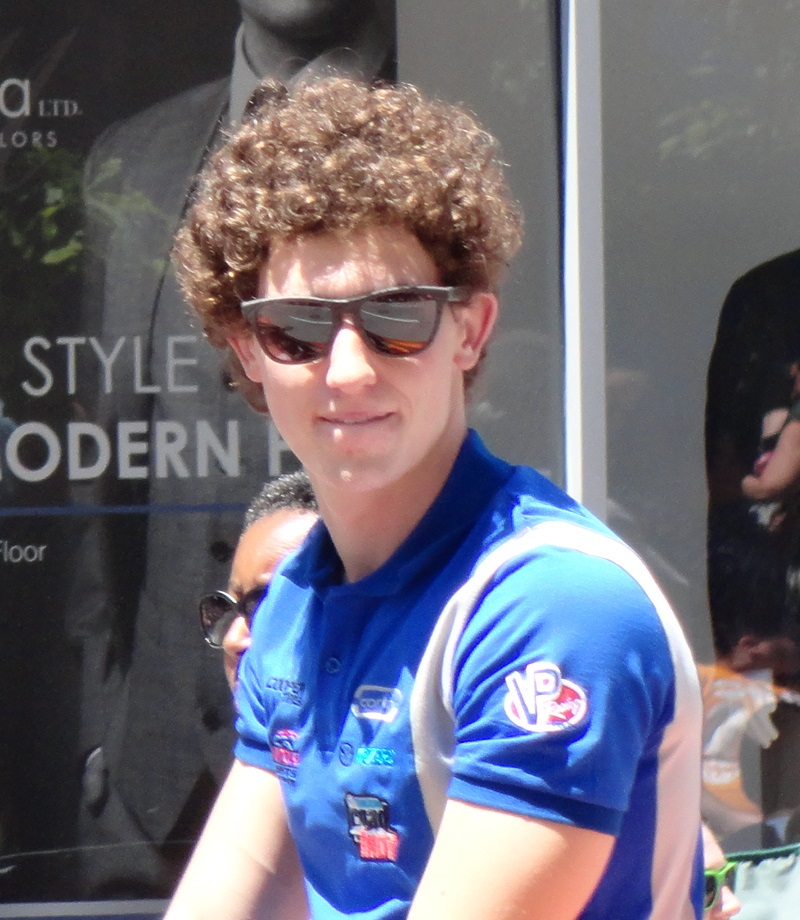

Matheus Tobias Leist (Novo Hamburgo, 8 september 1998) is een Braziliaans autocoureur.

## Carrière
Leist maakte in 2009 zijn autosportdebuut in het karting, waarin hij in zijn debuutjaar als zesde eindigde in de PCK/Cadete-klasse van de Campeonato Sulbrasileiro de Kart. In 2010 wist hij zijn positie in dit kampioenschap te verbeteren naar een vierde plaats in de PJMK/Júnior Menor-klasse. In 2011 stapte hij over naar de SKUSA SuperNationals XV, waarin hij als dertiende eindigde in de TaG Junior-klasse. In 2012 werd hij vijfde in de Junior-klasse van de Super Kart Brasil. In 2013 eindigde hij als tweede in het Petrobras Karting Championship.
In 2014 maakte Leist, na een derde plaats in de Seletiva de Kart Petrobras, zijn debuut in het formuleracing in de Light-klasse van het Braziliaanse Formule 3-kampioenschap voor het team Hitech Racing, wat hij voorafgaand aan het vierde raceweekend op het Autódromo José Carlos Pace verliet om naar Cesário F3 te gaan. Met twee klasse-overwinningen op het Velopark en het Autódromo Internacional Ayrton Senna eindigde hij achter Vitor Baptista als tweede in het kampioenschap.
In 2015 stapte Leist over naar Europa om in de MSA Formula te rijden voor het team Double R Racing. In het tweede raceweekend op Donington Park behaalde hij zijn eerste overwinning in het kampioenschap en voegde hier later op Silverstone een tweede zege aan toe. Uiteindelijk werd hij vijfde in de stand met 273 punten. Ook maakte hij dat jaar tevens zijn Europese Formule 3-debuut in het Europees Formule 3-kampioenschap voor het team als vervanger van de geblesseerde Nicolas Pohler op de Red Bull Ring, waarin hij de races respectievelijk als 27e, 24e en 27e afsloot.
In 2016 maakte Leist de overstap naar het hernieuwde BRDC Britse Formule 3-kampioenschap, waarin hij voor Double R bleef rijden. Hij won vier races op het Snetterton Motor Racing Circuit, Brands Hatch, Silverstone en Donington Park en met zeven andere podiumplaatsen werd hij de eerste kampioen van de nieuwe Britse Formule 3 met 493 punten.